# Kargat (cidade)
Kargat (túrquico "groselha preta") é uma cidade (desde 1965) na Rússia. É o centro administrativo do distrito de Kargat do Oblast de Novosibirsk.
Sua população era de 9519 pessoas (2017).

## Geografia
A cidade está localizada às margens do rio Kargat (um afluente do Chulym, da bacia do lago Chany), a 177 km de Novosibirsk . A Ferrovia Transiberiana passa por Kargat.

## História
De acordo com a versão mais polupar, a fundação da cidade ocorreu em 1746, quando uma guarnição foi transferida da aldeia de Ubinskoye para o rio Kargat.
A partir de 1890 Kargat se tornou centro administrativo de volost de Kargat, na gubernia de Tomsk.
De 1921 a 1925 a cidade foi centro de uezd homônimo.
No maio de 1925, o comitê de revolução da Sibéria reuniu as gubernias e regiões da Sibéria ocidental e criou o Krai da Sibéria. Foram criados os distritos de obediência municipal. Primeiramente Kargat foi centro do distrito de Kargat (anteriormente uezd de Kargat). Mas em julho de 1925 a cidade deixou de ter status de centro administrativo e se tornou apenas uma aldeia no Oblast de Novosibirsk. Em 1930 tornou-se parte do Krai da Sibéria Ocidental que foi principalmente criado dentro de gubernias antigas de Tomsk e Tobolsk. Em 1937 o território se tornou uma parte da região de Novosibirsk.
Em 1957, Kargat recebeu status de aldeia de trabalhadores.
Kargat se tornou centro administrativo do distrito de Kargat de novo e foi elevado à categoria de cidade em 1965.

## Cidadãos mais conhecidos
Michael Arhipovich Babaev (1924-1984) - veterano da Grande Guerra Patriótica.
Genadiy Ivanovich Bobenko (1931-2006) - veterano da Grande Guerra Patriótica.

## Cidades-Irmãs
São cidades-irmãs de Kargat.
- Yurga